# Dianthus seguieri
Dianthus seguieri är en nejlikväxtart som beskrevs av Dominique Villars. Enligt Catalogue of Life ingår Dianthus seguieri i släktet nejlikor och familjen nejlikväxter, men enligt Dyntaxa är tillhörigheten istället släktet nejlikor och familjen nejlikväxter. Arten har ej påträffats i Sverige.

## Underarter
Arten delas in i följande underarter:
- D. s. glaber
- D. s. pseudocollinus
- D. s. requienii
- D. s. seguieri
- D. s. vigoi

## Bildgalleri

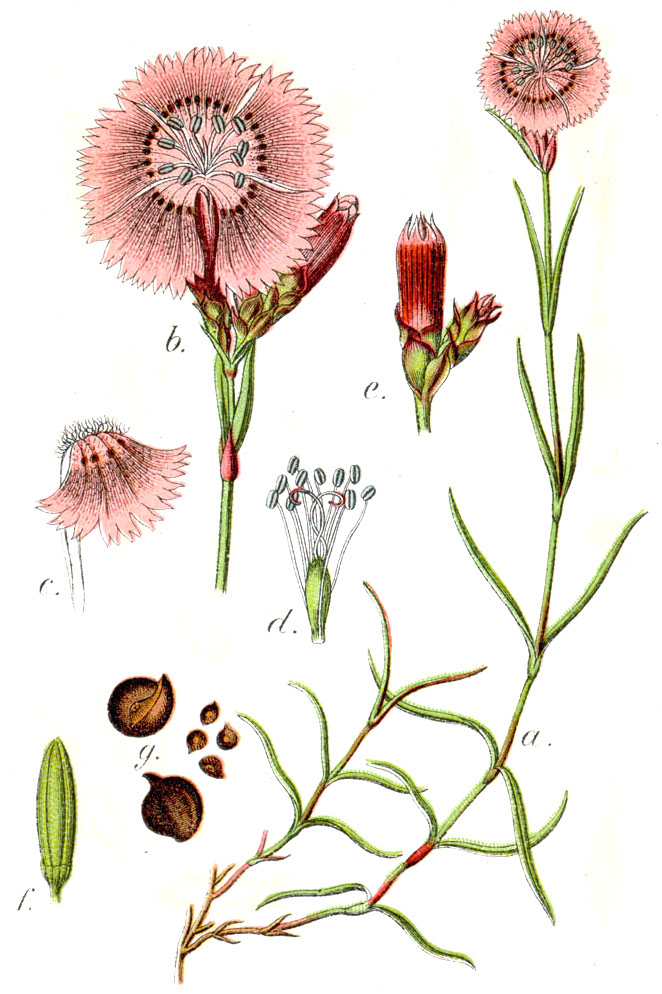
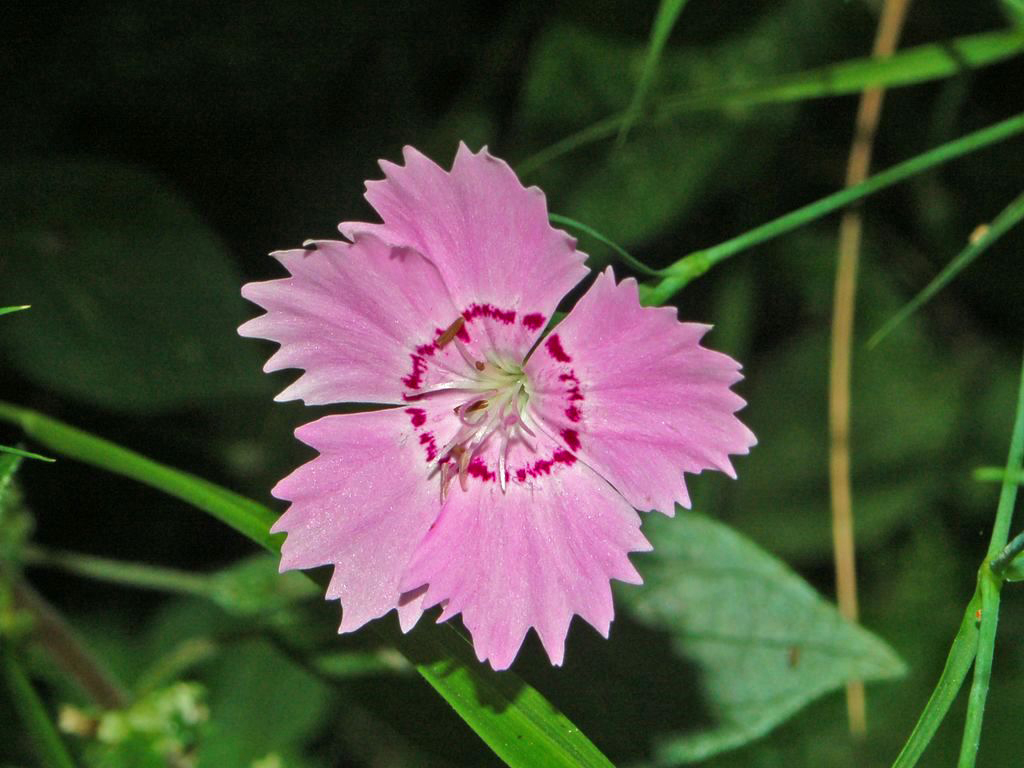
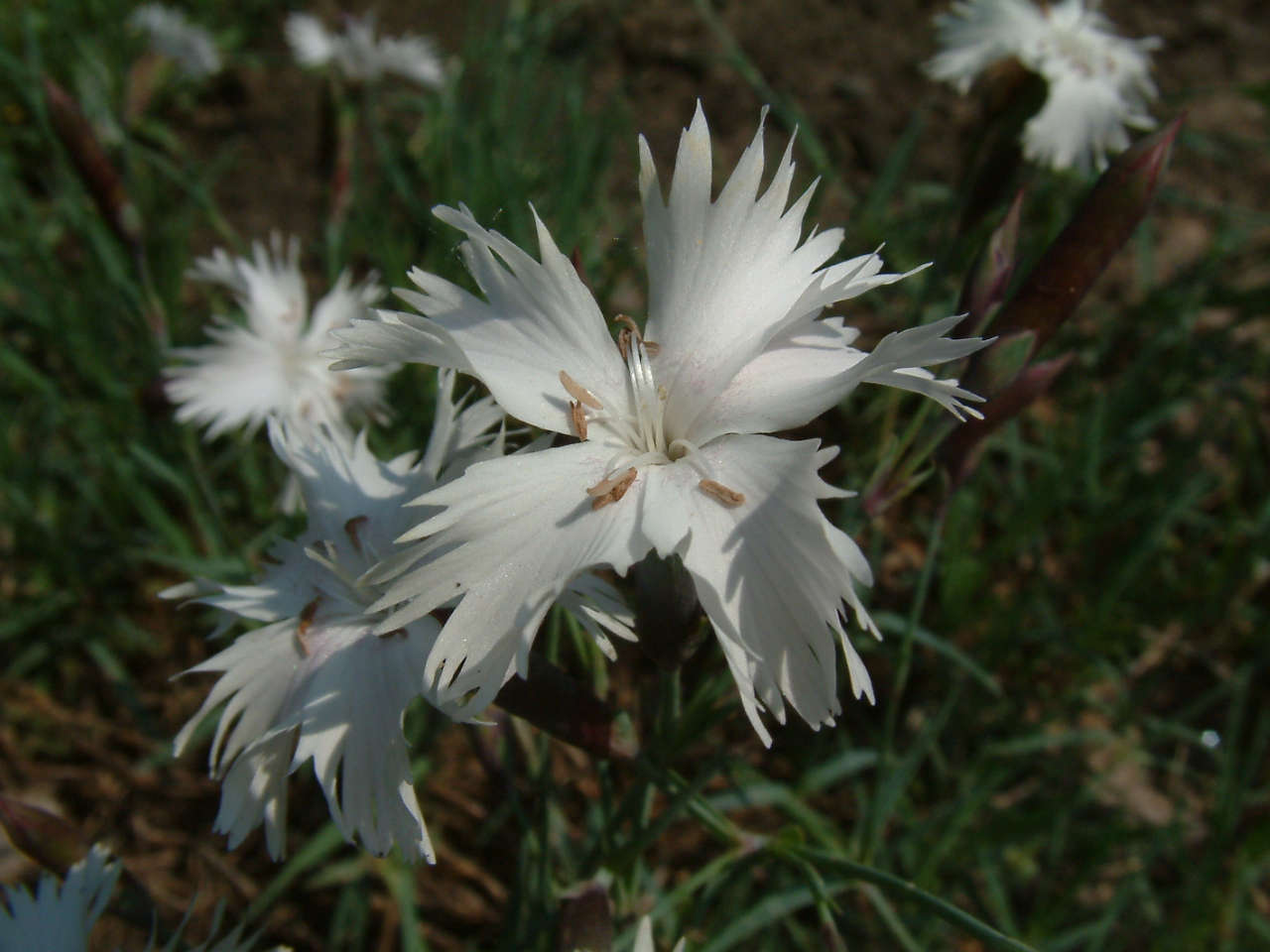
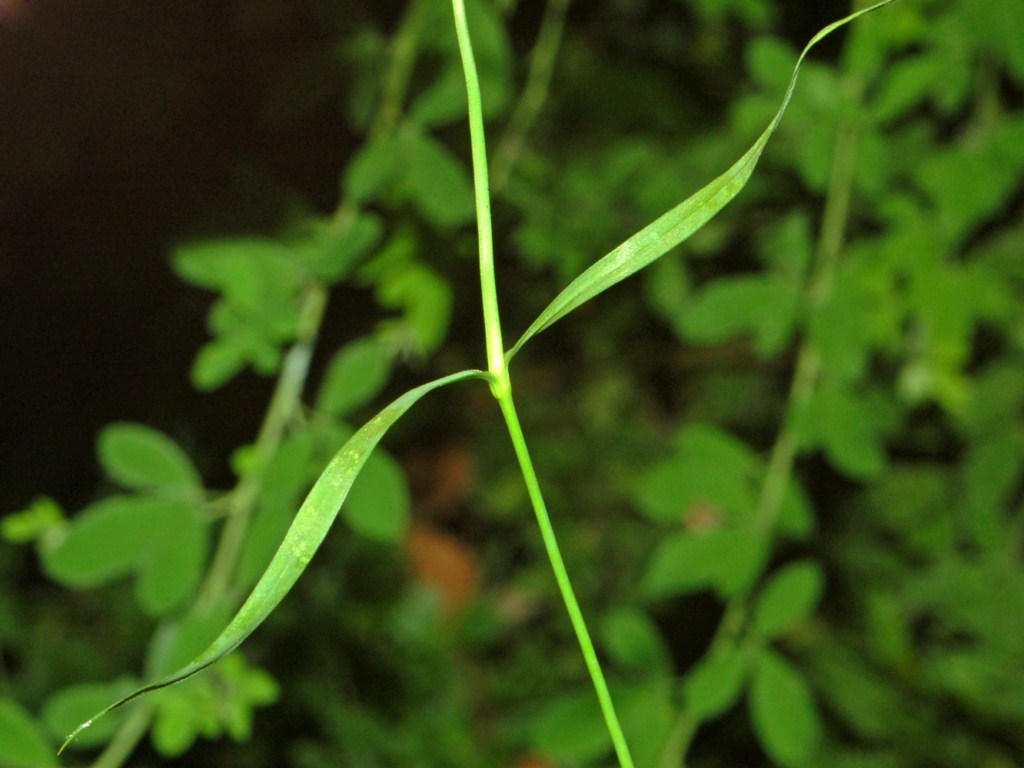
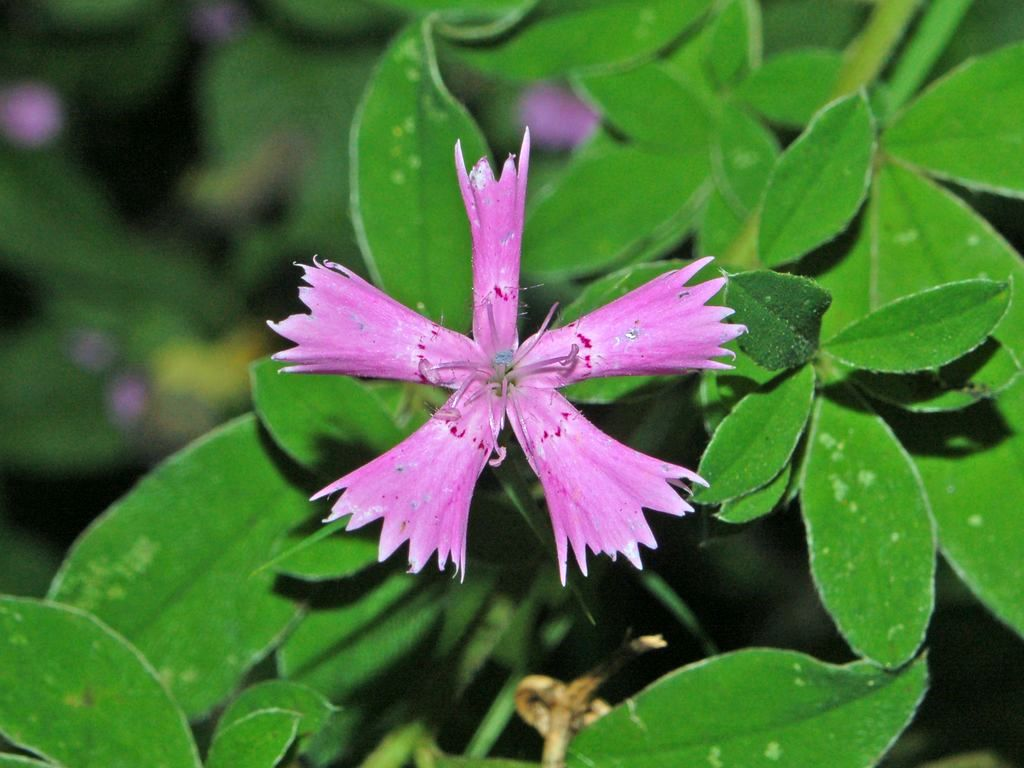
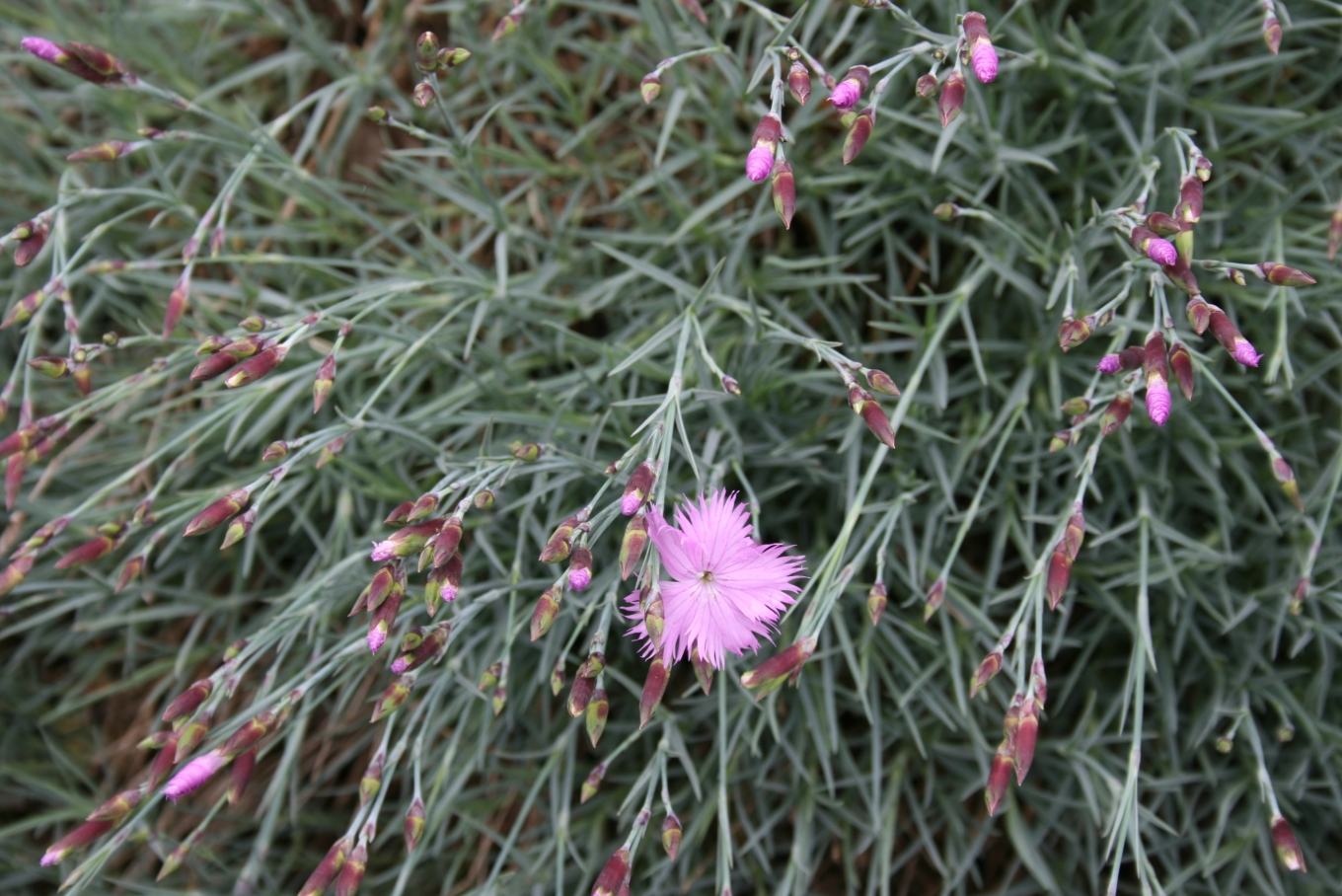